# Église San Pantalon

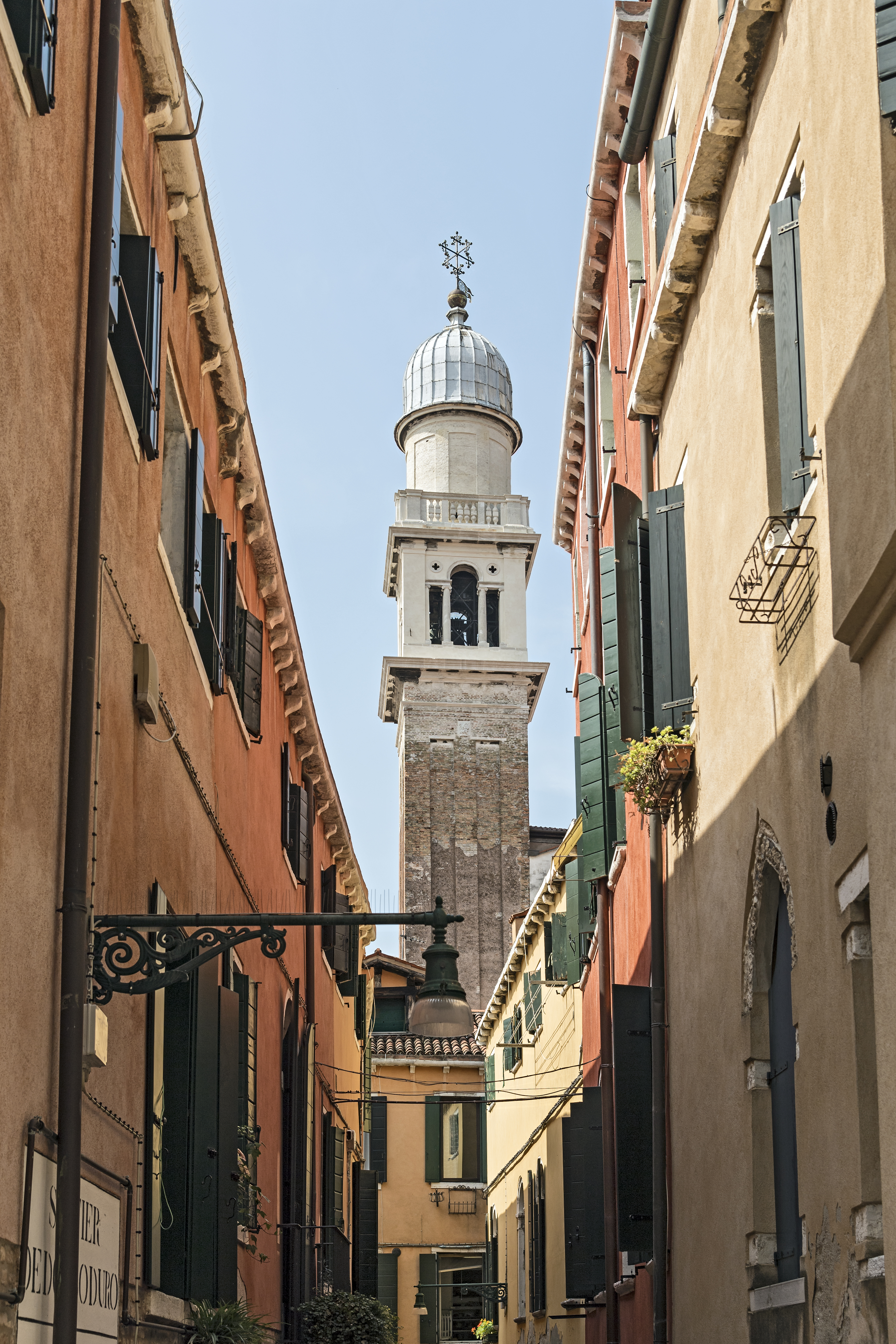
Le campanile

L'église San Pantalon est une église catholique de Venise, en Italie. Elle est située dans le sestiere/quartier de Dorsoduro. San Pantalon est la forme vénitienne de saint Pantaléon

## Situation
L'église est située dans le sestiere de Dorsoduro, Contrade San Pantalon (contrade = subdivision de sestiere). La façade sud s'ouvre sur le Campo San Pantalon et une partie de sa face est donne sur la calle du même nom (calle est la rue ou ruelle vénitienne typique, nichée entre deux rangées continues de bâtiments). Le reste de l'édifice est entouré de maisons privées.

## Description

### Extérieur
La façade qui aurait dû être recouverte de marbre est restée en brique. Elle est dotée d'une fenêtre thermale.

### Intérieur
Immense peinture sur toile de 61.2 m × 46.0 m.
La toile du plafond réalisée par Gian Antonio Fumiani représente Le Martyre et la gloire de saint Pantaléon (1684-1704)
Œuvre qui représente Saint-Pantaléon reçu au Paradis.
Une toile dont le célèbre artiste Gian Antonio Fumiani a consacré presque 25 ans de sa vie ; la légende dit qu'il y est même mort des suites d'une chute. Une toile aux détails fulgurants et fascinants que l'on ne peut admirer en profondeur qu'avec des jumelles. Une toile sublime représentant le martyre et la gloire de saint Pantaléon, d'où le nom de l'église.

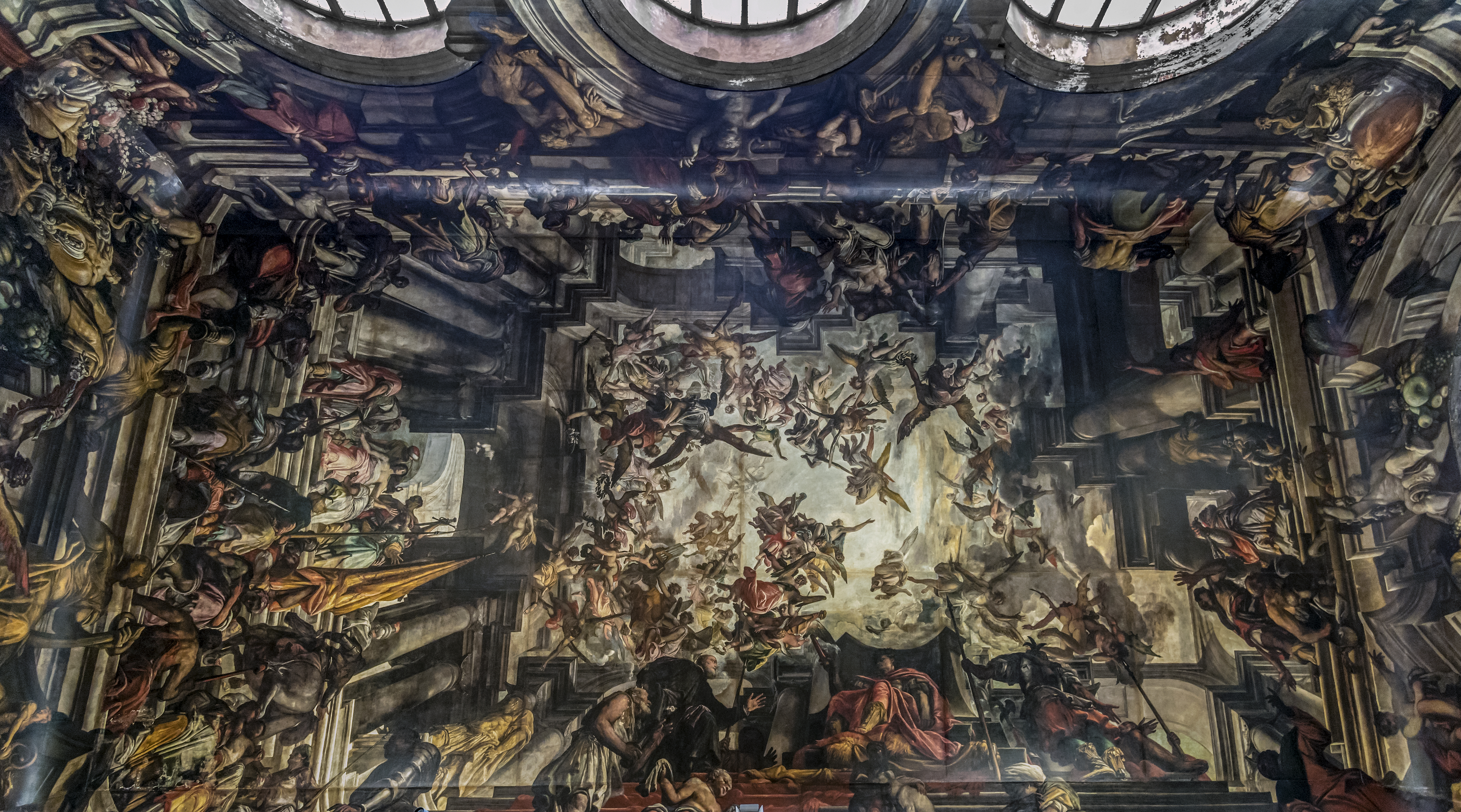
Le Martyre de Saint Pantaléon

Œuvres conservées dans l'église
- Vierge au pavot, 1325 de Paolo Veneziano
- Couronnement de la Vierge, 1444 d'Antonio Vivarini et Giovanni d'Alemagna
- Conversion de saint Pantaléon par Véronèse, vers1580 (huile sur toile, 277 × 160 cm)

L'orgue
C'est une œuvre de Gaetano Callido de 1803 inscrite sous le N°400. Le buffet et la cantoria sont de Pietro Checchia.
La réplique de la  Sainte Maison de Lorette
Dans l'église San Pantalon a été construit en 1744 par le curé de l'église une copie parfaite de la Sainte Maison de Lorette. Elle permet de voir une sculpture en bois de la Madone de Lorette et des fresques de Pietro Longhi.

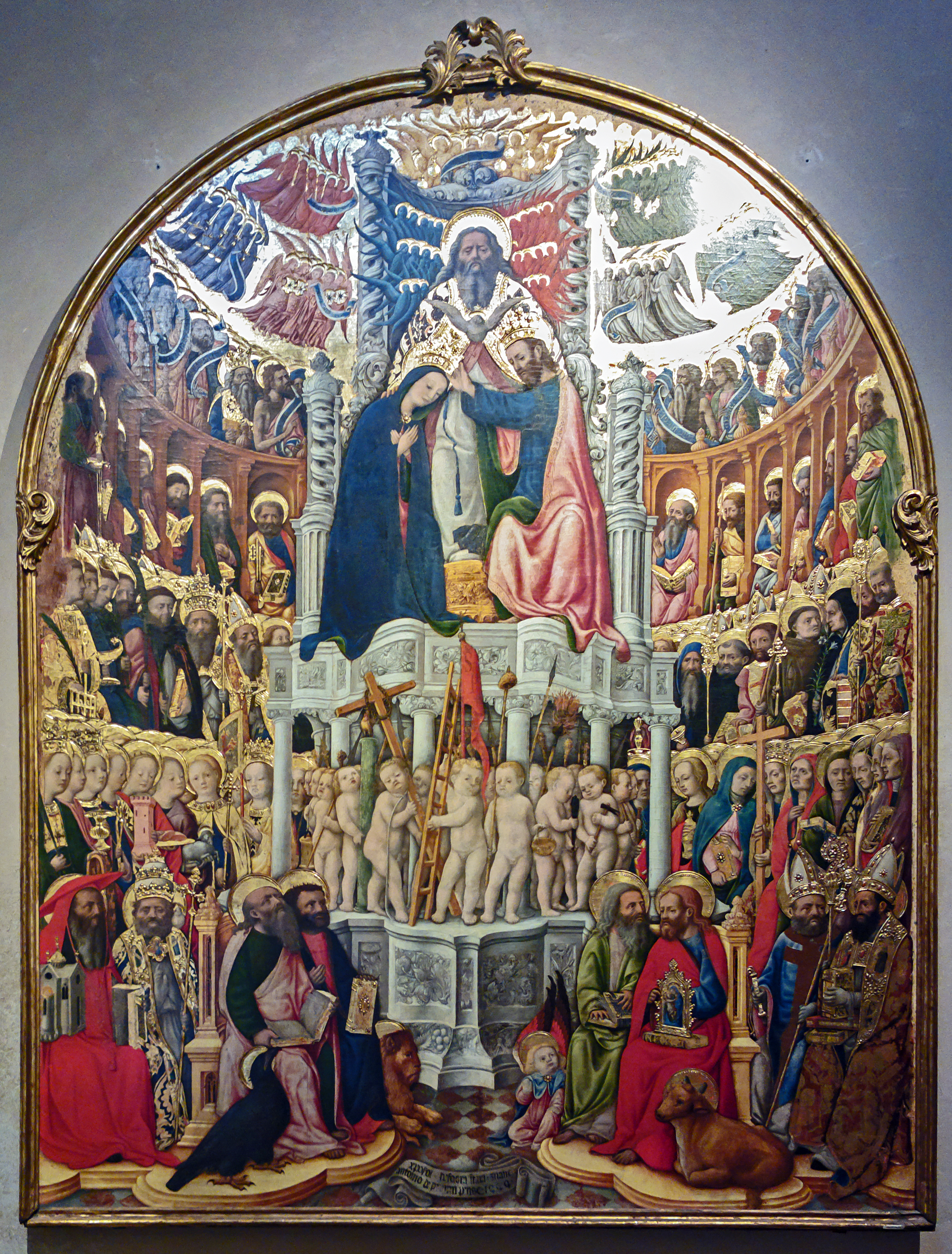
Couronnement de la Vierge, 1444 d'Antonio Vivarini et Giovanni d'Alemagna
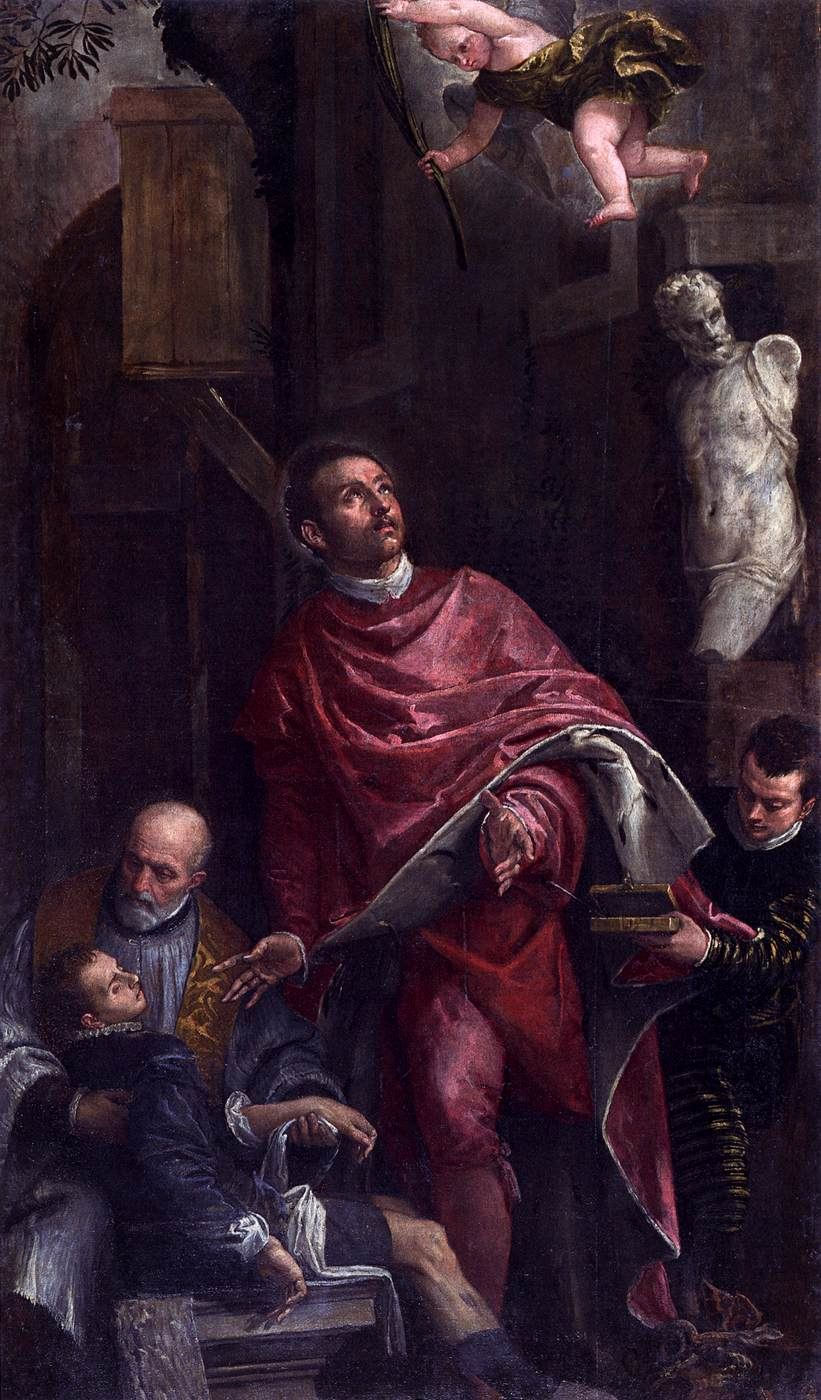
Conversion de saint Pantaléon Véronèse
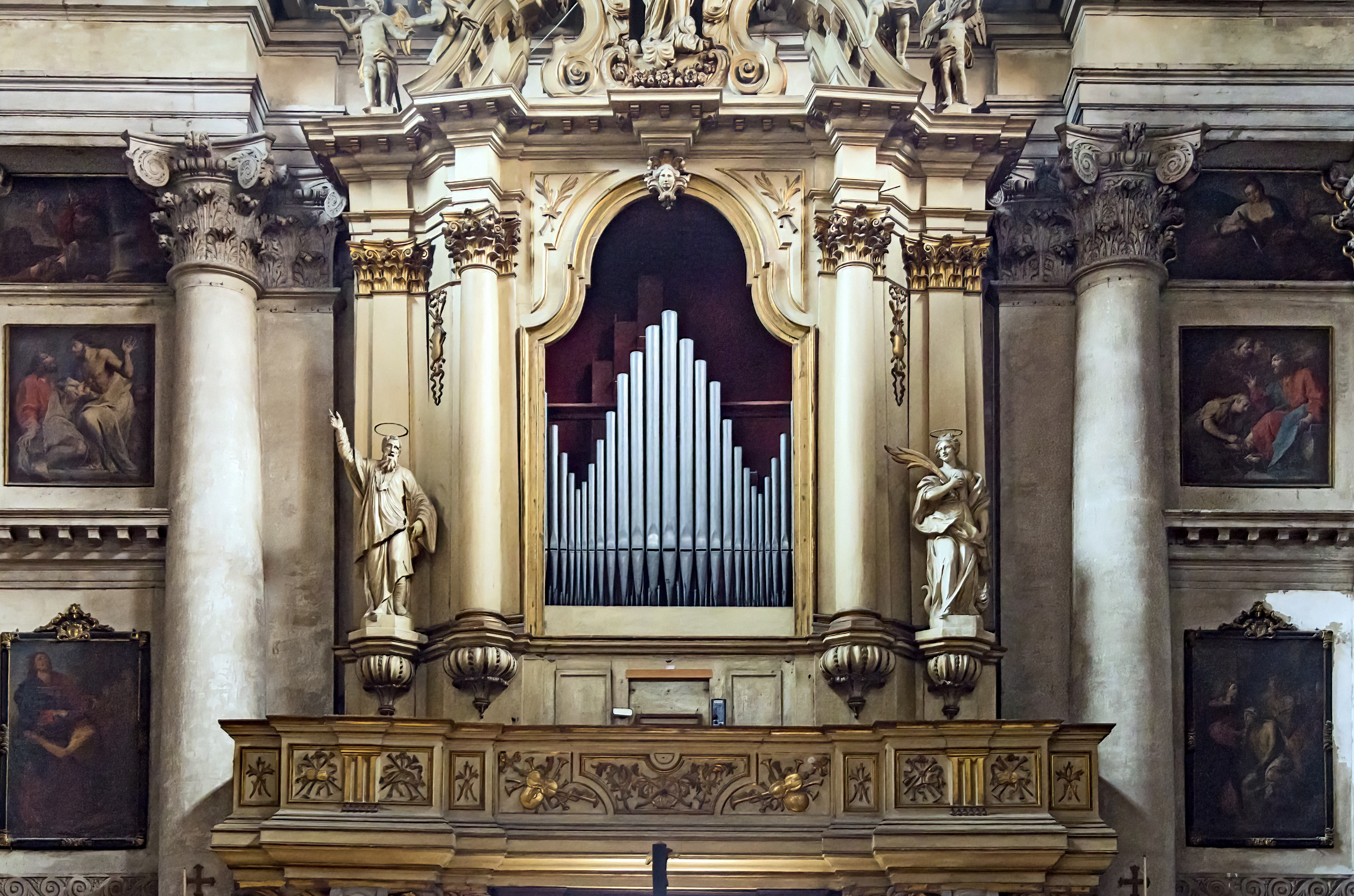
L'orgue Op. 400 de Gaetano Callido
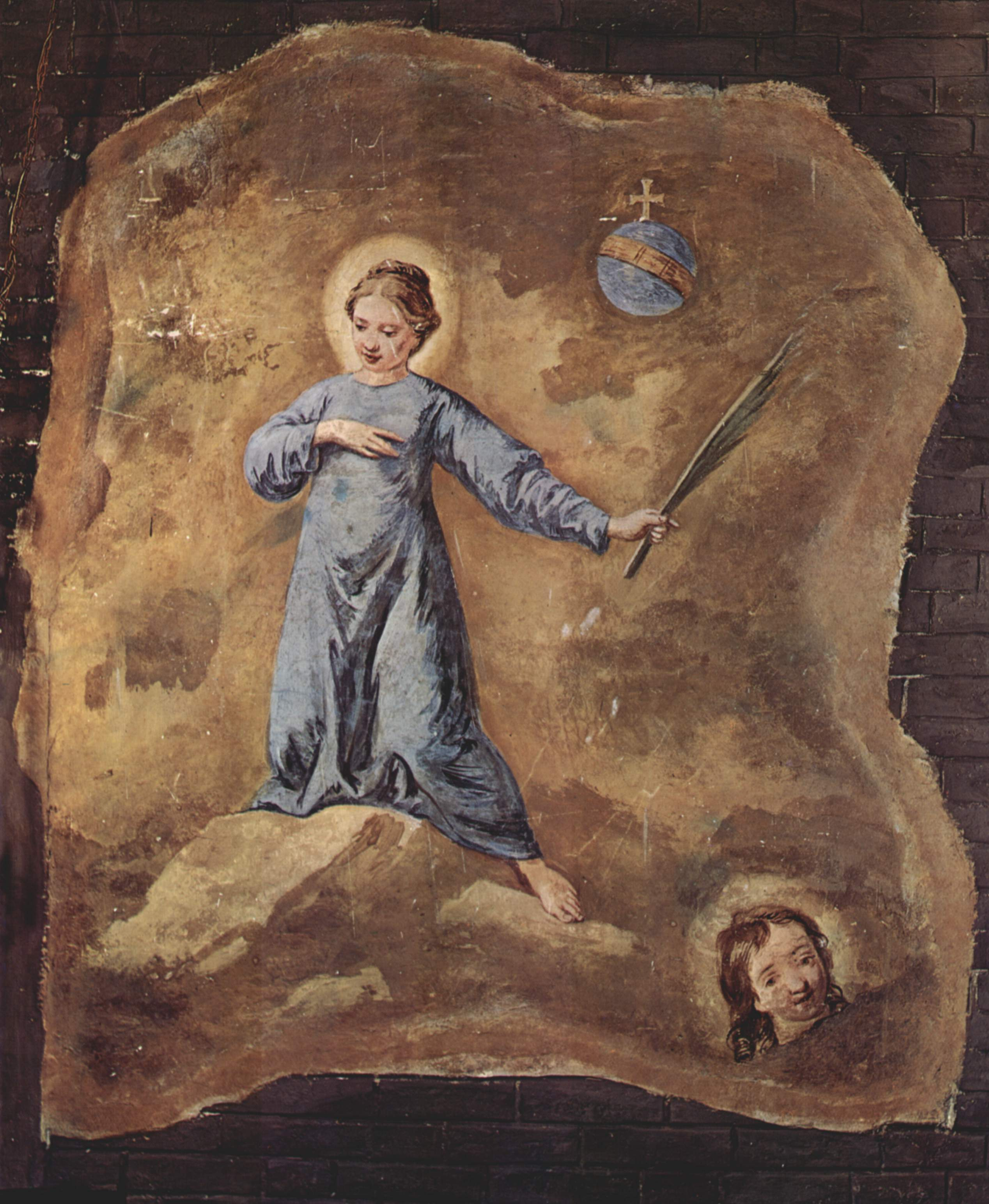
Sainte Barbe martyre, 1744-1745 par Pietro Longhi
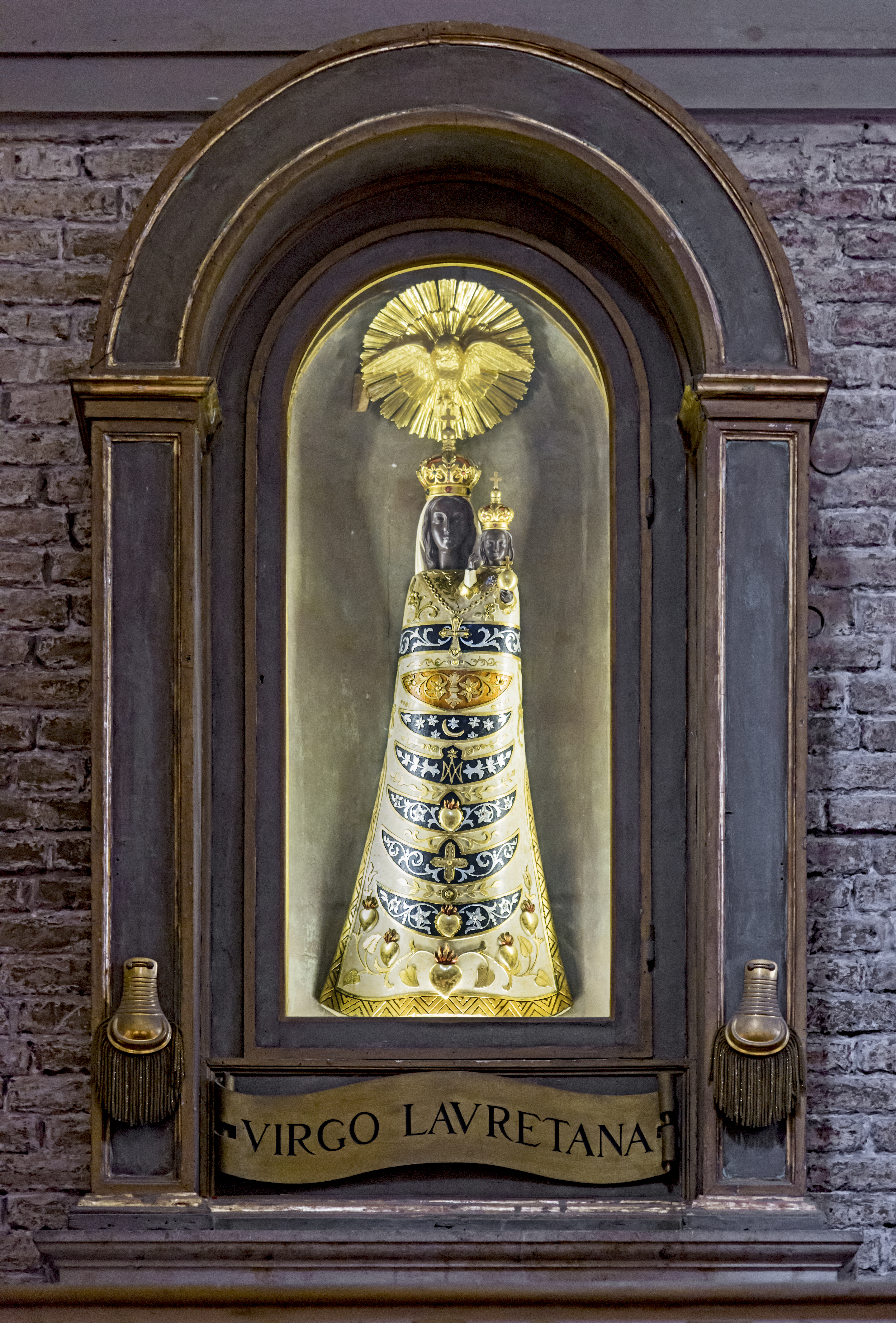
La madone de Lorette
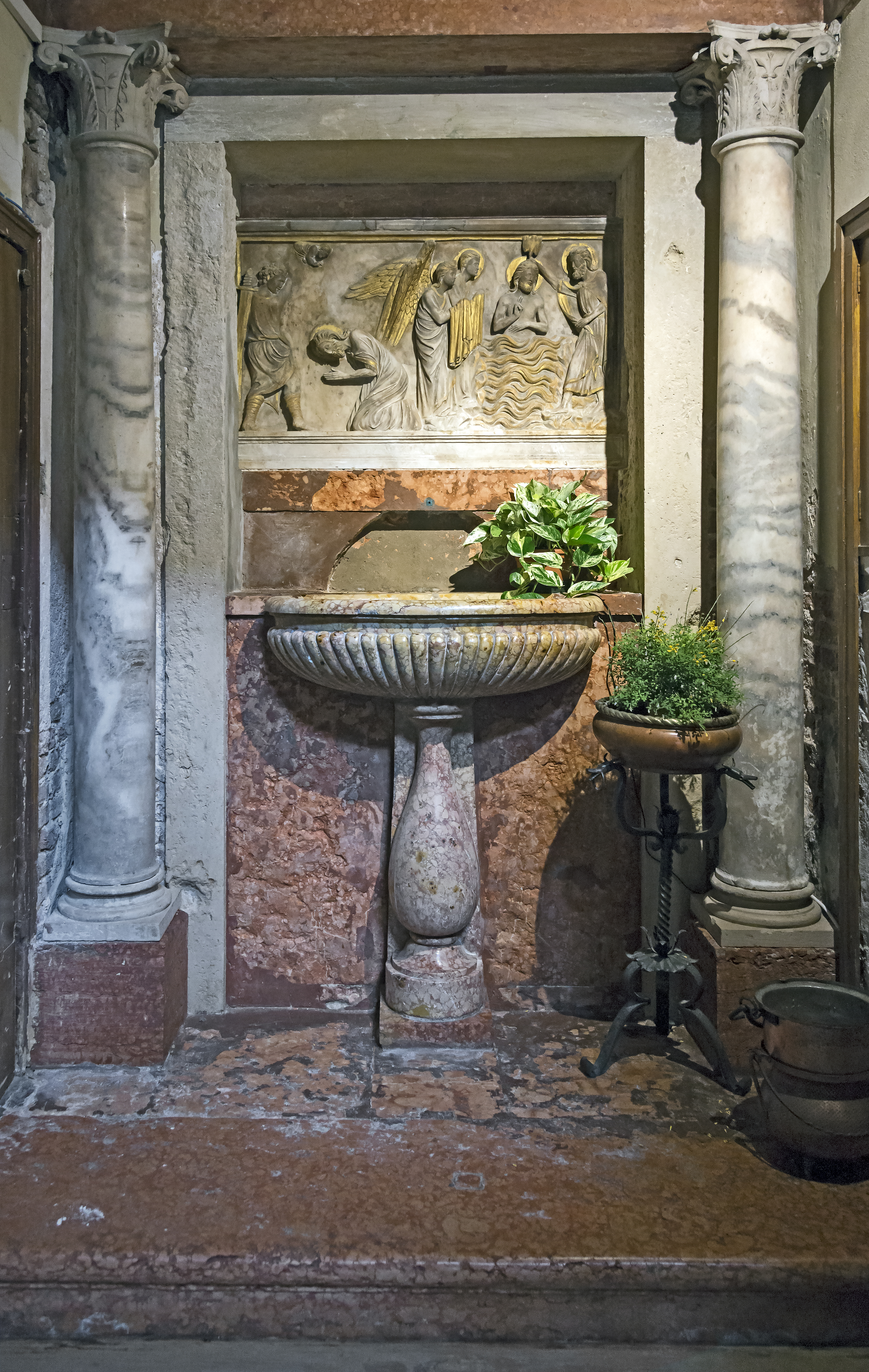
Les fonts baptismaux